# Las literatas
"Las literatas" es un artículo escrito en 1865 por  Rosalía de Castro y publicado en 1866 en Lugo dentro del Almanaque de Galicia. El texto es un ensayo en forma de carta ficcional escrita en nombre de Nicanora que va dirigida a otro personaje de nombre Eduarda, tal y como indica el subtítulo Carta a Eduarda. La autora publica esta carta con una nota al final explicando que cuando paseaba por las afueras de la ciudad encontró un maletín que contenía esta carta y dada la analogía que hay entre quien la ha escrito y ella, ha decidido publicarla. Lo más probable es que optara por esta solución de distanciamiento para no verse inmersa en una polémica por haber defendido lo que se consideraba lo peor que puede convertirse una mujer, en escritora. Y, además, muy acertadamente escoge el género epistolar que hace aumentar el realismo, ya que era común que entre mujeres acomodadas y culturizadas se escribiesen para compartir y debatir sus conocimientos y preocupaciones.

## Contenido
La carta, escrita en nombre de Nicanora, aconseja a su amiga Eduarda que abandone su afán de escribir y publicar alegando ciertos aspectos de la vida social de la época que impiden el buen ver de las mujeres lectoras y escritoras. El primer punto a observar es el hecho de que hay tantos escritores que no hacen falta más. Esto puede ser por el contexto social del siglo XIX, una época en la que las mujeres empiezan a escribir creando un boom de literatura escrita por mujeres, teniendo en cuenta la gran cantidad que ya suponían las publicaciones masculinas. Sin embargo, las mujeres no tuvieron la posibilidad de escribir sin censura, ya que se esperaba de ellas sobre todo literatura sentimental y, en ningún caso, literatura social o política. Aunque hubo muchas mujeres románticas que escribían, muchas de ellas tuvieron problemas al no ser aceptadas por la sociedad por la mala fama que conllevaba.
El texto continua con una anécdota que le ocurrió a Nicanora en la que habla del barbero de su marido a quien la cocinera alaba sin ser más que un barbero tonto que se atreve a escribir un libro y ponerlo al mismo nivel de la buena literatura. Esto lleva a la autora de la carta a romper sus obras por la pérdida de la fe que tenía puesta en la escritura. Más tarde utiliza esta misma anécdota para señalar que para ser un escritor mediocre como el barbero no hace falta ser escritor en absoluto, aunque solo sea para tener un poco de respeto al orgullo literario. Aquí introduce que la idea de ser mujer en el mundo literario solo sirve para que se burlen de una misma, ya que nada de lo que haga una mujer escritora puede resultarle beneficioso. Si calla, se le acusa de tímida y mediocre conversadora. Si habla, solo busca llamar la atención. Si intenta pasar desapercibida, seguramente la tomen por loca. La marginación de las mujeres literatas viene, principalmente, de la idea de que una mujer tiene que servir para contentar el hombre y la mujer intelectual no puede satisfacer esta demanda porque la mujer que escribe descuida sus obligaciones domésticas, que son su principal responsabilidad. Esta es una razón más para impedir la culturización de las mujeres, pero realmente el problema es que el hombre siente que los campos intelectuales que durante siglos han sido exclusivos de él, ahora sufren una intrusión que amenaza con robarles esa posición de superioridad. Esto repercute, no solamente en la mujer escritora sino también en la lectora, a la que se le veta la admisión en bibliotecas con el pretexto de que la mujer se cree todo aquello que lee y eso podría llevarla a hacer cosas que no son moralmente aceptables y hasta pueden llegar a convertirse en libertarias (H.T. Mill, 2000).
Nicanora continua explicando que si un marido valora el talento de su esposa y le respeta el deseo de escribir, entonces nada de lo que ella escriba le será reconocido de su pluma, y marido y mujer tendrán que soportar burlas e insultos, el por querer presumir de tener una mujer poetisa o novelista, y ella por ser egoísta y obligar a su marido a escribirle cosas que la harán “inmortal”. La autora concluye que estos agravios son provocados por la cruda envidia de aquellos que no pueden soportar que una mujer demuestre tener el mismo o incluso superior capacidad intelectual que ellos. Finalmente, pide a Eduarda que reflexione sobre el deseo de ser escritora porque esta no puede vivir humanamente en paz sobre la tierra. Si una escritora se casa con un hombre vulgar, aunque sea él quien la atormente y la oprima, para el resto de la gente será ella la que lo tiene sometido y humillado, y el menosprecio que crecerá en él contra ella la herirá y la hará indigna por haber fallado en el deber de la mujer de honrar y hacer digna la vida de su marido que a la vez es la suya.

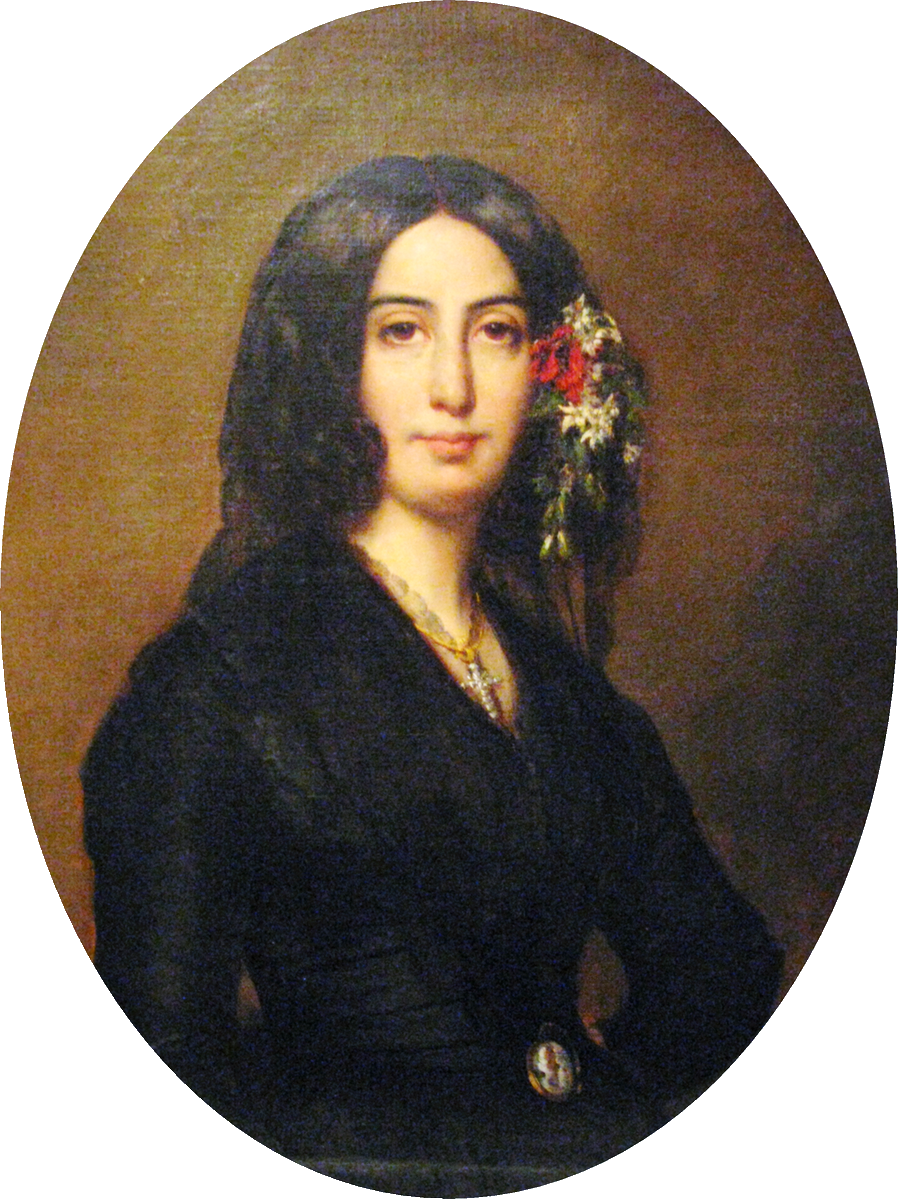
Amantine Lucile Aurore Dupin, más conocida por el pseudónimo de George Sand.

Casi todos los términos que se utilizaban para nombrar a la mujer escritora eran despectivos, o aunque no lo fueran, cogían ese sentido. Es el caso de “literatas”, “poetisas”, “bachilleras” y “novelistas”. Castro se hace suyo el mote despectivo “literatas” en un juego parecido al que encontramos en "Lieders" en el que haciendo uso de la ironía se posiciona al mismo nivel que sus iguales masculinos y cuando se ríen de ella, ella también se ríe con ellos, como estrategia para descolocarlos y desvergonzarse. Toda la Carta a Eduarda está expresada de forma irónica. Esta herramienta le sirve, además de para reivindicar las escritoras de una forma mucho más interesante, para hacerlo de manera más sutil, ya que desde una lectura recta no se la puede acusar de incentivar a las mujeres a escribir.
El nombre de Jorge Sand aparece dos veces con funciones diferentes: como referencia a la alta literatura y como excepción de escritora femenina (Masó, 2012: 69). Para Rosalía de Castro, George Sand es una escritora que no tiene que soportar las críticas que habitualmente reciben las mujeres letradas o poetisas. Se trata de una excepcionalidad el hecho de que esta mujer haya obtenido el estatus de autor, al lado de Victor Hugo, Honoré de Balzac o Walter Scott y, por lo tanto, es uno de sus grandes referentes. Lo sabemos, también, porque aparece su nombre unas cuantas veces en La hija del mar.